# Plăvălari, Suceava
Plăvălari (germană Russ Plawalar) este un sat în comuna Udești din județul Suceava, Bucovina, România.

## Recensământul din 2021
Componența etnică a satului Plăvălari
     Români (98,5%)
     Germani (0,7%)
     Ruteni (0,7%)
     Evrei (0,1%)
Componența confesională a satului Plăvălari
     Ortodocși (97,3%)
     Romano-catolici (0,8%)
     Baptiști (1,7%)
     Altă religie (0,2%)
Conform recensământului efectuat în 1930, populația satului Plăvălari se ridica la 1.108 locuitori. Majoritatea locuitorilor erau români (98,5%), cu o minoritate de germani (0,7%), una de ruteni (0,7%) și una de evrei (0,1%). Din punct de vedere confesional, majoritatea locuitorilor erau ortodocși (97,3%), dar existau și romano-catolici (0,8%), baptiști (1,7%). Alte persoane au declarat: greco-catolici (1 persoană), mozaici (3 persoane).

## Personalități
- Alexandru Recolciuc (n. 1978), interpret de muzică populară din Bucovina.